# Ambrosius Meyer

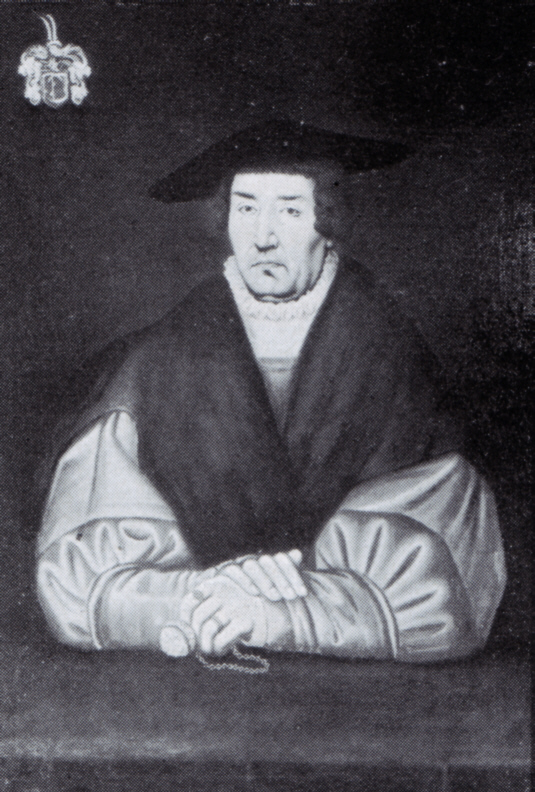
Ambrosius Meyer in der Bürgermeistergalerie im Lübecker Rathaus

Ambrosius Meyer (* im 15. oder 16. Jahrhundert; † 27. April 1571 in Lübeck) war ein Bürgermeister der Hansestadt Lübeck.

## Leben
Ambrosius Meyer war der Sohn des Lübecker Ratsherren Johann Meyer. Er wurde 1544 in den Rat der Stadt Lübeck erwählt und dort 1551 zum Bürgermeister bestimmt. Von 1549 bis 1552 war er Kämmereiherr. 1544 gehörte er als Ratsherr gemeinsam mit dem Ratsherrn und späteren Bürgermeister Bartholomeus Tinnappel der Gesandtschaft zu König Christian III. von Dänemark an, die über dänische Störungen des Lübecker Handelsverkehrs Beschwerde führte. Ebenfalls als Ratsherr vertrat er die Stadt 1550 in einer Gesandtschaft bei Herzog Franz I. von Sachsen-Lauenburg. Als Bürgermeister war er 1554 erneut bei Christian III. am Hof in Odense. Zwischen 1550 und 1566 vertrat er Lübeck auf Hansetagen in Lüneburg, Bremen, Lübeck. Er bewohnte das Haus Fleischhauerstraße 19. Seine Tochter war mit dem Ratsherrn Franz von Stiten verheiratet.